# Levin Friedrich von Bismarck
Levin Friedrich Christoph August von Bismarck (* 19. Februar 1771 in Birkholz; † 26. August 1847 in Potsdam) war ein preußischer Beamter. Von 1825 bis 1833 stand er dem Regierungsbezirk Magdeburg als dessen Präsident vor. Er ist der 13. Ehrenbürger der Stadt Magdeburg.

## Herkunft
Er entstammte der Linie Briest der Familie von Bismarck und war der Sohn des preußischen Kriegs- und Domänenrats Georg Wilhelm von Bismarck (1741–1808), Gutsherr auf Briest, Väthen, Welle, Demker und Schwarzlosen in der Altmark sowie Rechtsritter des Johanniterordens, und der Eleonore von Alvensleben (1742–1805). Der gleichnamige Großvater Levin-Friedrich von Bismarck war preußischer Justizminister.

## Leben
Bismarck war wie sein Vater Gutsherr auf Briest und Welle sowie Grävenitz in der Altmark. Er war Domherr zu Halberstadt und Ehrenritter des Johanniterordens.
Im Jahr 1825 wurde Bismarck neben dem Oberpräsidenten der Provinz Sachsen Wilhelm Anton von Klewitz, der in Personalunion auch Regierungspräsident in Magdeburg war, zum Regierungspräsidenten ernannt. Dieses Amt hatte Bismarck bis 1838 inne. Mit seinem Ausscheiden wurde er zum 13. Ehrenbürger der Stadt Magdeburg ernannt.

## Familie
Er heiratete in erster Ehe am 26. September 1802 in Potsdam Charlotte von Rauch (1780–1807), Tochter des preußischen Generalmajors Bonaventura von Rauch, Direktor der Ingenieurakademie in Potsdam, und dessen Ehefrau Johanna, geborene Bandel.
Charlottes Brüder waren u. a. der preußischen Kriegsminister und General der Infanterie Gustav von Rauch sowie die preußischen Generäle Leopold und Friedrich Wilhelm von Rauch. Zu ihren Schwestern zählte Friederike von Knobelsdorff, geborene von Rauch, die mit dem Generalmajor Heinrich von Knobelsdorff, dem Inspekteur der preußischen Gardekavallerie, verheiratet war.
Levin Friedrich von Bismarcks erste Ehefrau Charlotte starb 1807 in Berlin bei der Pflege verwundeter Soldaten an den Folgen einer Ansteckung mit Flecktyphus.
Aus der Ehe von Levin Friedrich und Charlotte von Bismarck gingen drei Kinder hervor:
- Wilhelm von Bismarck (1803–1877), Deichhauptmann und Reichstagsabgeordneter  ⚭ I 1829 Wilhelmine Gräfin von der Schulenburg-Angern (1804–1844), Tochter des ersten preußischen Regierungspräsidenten zu Magdeburg Friedrich Graf von der Schulenburg, Gutsherr auf Angern, und dessen Ehefrau Henriette, geborene Rohtt von und zu Holzschwang ⚭ II 1846 Marie von Flotow (1823–1889), Tochter des preußischen Generalmajors Karl Friedrich von Flotow und dessen Ehefrau Auguste, geborene Freiin von Cramm
- Eleonore (genannt Laurette) Hippolita von Bismarck (1805–1876) ⚭ Karl Bernhard von Stülpnagel (1794–1875), preußischer Generalleutnant
- Adelaide Emilie von Bismarck (1806–1807)

Nach dem Tod seiner ersten Ehefrau Charlotte heiratete Levin Friedrich von Bismarck am 2. Juni 1809 in Eichstedt bei Stendal in zweiter Ehe Wilhelmine von Bismarck (1776–1830), die Tochter des preußischen Obergerichtspräsidenten Christoph von Bismarck, Gutsherr auf Döbbelin, Tornau und Crevese in der Altmark, und der Charlotte Lobach. 
Aus der zweiten Ehe entstammt ein Sohn:
- Klaus von Bismarck (1812–1867)[3], Major a. D. ⚭ Konstanze von Schleinitz (1819–1908)